# Pardosa heterophthalma
Pardosa heterophthalma är en spindelart som först beskrevs av Simon 1898.  Pardosa heterophthalma ingår i släktet Pardosa och familjen vargspindlar. Inga underarter finns listade i Catalogue of Life.